# Dominika Čonč
Dominika Čonč (Maribor, 1 de gener de 1993) és una futbolista eslovena que juga de migcampista a la selecció de futbol d'Eslovènia. Fins al gener del 2022 va ser futbolista del València CF.
Formada a les categories inferiors del Železničar Maribor, va jugar al Màlaga CF, RCD Espanyol, Fortuna Hjorring, ZNK Maribor o el ZNK Pomurje. L'estiu del 2021 fitxa lliure pel València CF, provinent de l'AC Milan. El gener del 2022, va rescindir el contracte amb el club merengot.